# Festival de Cannes 1962
La quinzième édition du Festival de Cannes a lieu du 7 au 23 mai 1962 et se déroule au Palais des Festivals dit Palais Croisette, 50 du boulevard de la Croisette.

## Jury de la compétition
- Tetsurō Furukaki, président (Japon)
- Sophie Desmarets (France)
- Henry Deutschmeister (France)
- Jean Dutourd (France)
- Mel Ferrer (États-Unis)
- Romain Gary (France)
- Jerzy Kawalerowicz (Pologne)
- Ernst Krüger (Allemagne)
- Youli Raizman (URSS)
- Mario Soldati (Italie)
- François Truffaut (France)

## Sélections

### Sélection officielle

#### Compétition
La sélection officielle en compétition se compose de 35 films :
- Un goût de miel (A Taste of Honey) de Tony Richardson
- Tempête à Washington (Advise and Consent) d'Otto Preminger
- L'Ange de la violence (All Fall Down) de John Frankenheimer
- Âmes et Rythmes d'Abdelaziz Ramdani
- Joseph vendu par ses frères (Ba'al Hahalomot) d'Alina Gross et Yoram Gross
- Cléo de 5 à 7 de Agnès Varda
- La Ville des coupoles (Kyūpora no aru machi) de Kirio Urayama
- Le Pain des jeunes années (Das Brot der frühen Jahre) de Herbert Vesely
- La Déesse (Devi) de Satyajit Ray
- Divorce à l'italienne (Divorzio all'italiana) de Pietro Germi
- L'Impossible Adieu (Dom bez okien) de Stanisław Jędryka
- Elle et lui (Dvoje) d'Aleksandar Petrović
- L'Ange exterminateur (El ángel exterminador) de Luis Buñuel
- Électre (Ilektra) de Michael Cacoyannis
- Harry et son valet (Harry og kammertjeneren) de Bent Christensen
- Sur les pas de Bouddha (In the Steps of Buddha) de Pragnasoma Hettiarachi
- Adorable Julia (Julia, du bist zauberhaft) d'Alfred Weidenmann
- Quand les arbres étaient grands (Kogda derevya byli bolshimi) de Lev Koulidjanov
- Terreur sur la savane ou Konga Yo - Les Aventuriers du Kasaï d'Yves Allégret
- L'Éclipse (L'eclisse) de Michelangelo Antonioni
- Le Petit Étranger (Al gharib al saghir) de Georges Nasser
- Les Amants de Teruel de Raymond Rouleau
- Les Enfants du soleil de Jacques Séverac
- Liberté 1 d'Yves Ciampi
- Long Voyage vers la nuit (Long Day's Journey Into Night) de Sidney Lumet
- Cette chienne de vie (Mondo cane) de Gualtiero Jacopetti, Paolo Cavara et Franco Prosperi
- L'Homme du premier siècle (Muž z prvního století) d'Oldřich Lipský
- La Parole donnée (O Pagador de Promessas) d'Anselmo Duarte
- Plácido de Luis García Berlanga
- La Volée captive (Pleneno yato) de Ducho Mundrov
- Procès de Jeanne d'Arc de Robert Bresson
- On a volé une bombe (S-a furat o bombă) d'Ion Popescu-Gopo
- Soixante-dix fois sept (Setenta veces siete) de Leopoldo Torre Nilsson
- Les Innocents (The Innocents) de Jack Clayton
- La Concubine magnifique (Yáng Kweì fēi) de Li Han-hsiang

#### Hors compétition
2 films sont présentés hors compétition :
- Boccace 70 (Boccaccio '70) de Mario Monicelli, Federico Fellini, Luchino Visconti et Vittorio De Sica
- Le crime ne paie pas de Gérard Oury

### Semaine de la critique
- Adieu Philippine de Jacques Rozier (France)
- Alias Gardlito de Lautaro Murua (Argentine)
- I nuovi angeli d'Ugo Gregoretti (Italie)
- Les Mauvais garçons (Furyo shonen) de Susumu Hani (Japon)
- Les Oliviers de la justice de James Blue (Algérie / France)
- Strangers in the City de Rick Carrier (Etats-Unis)
- Les Trois visages d'Ana (Tres veces Ana) de David José Kohon (Argentine)

## Palmarès
- Palme d'or : La Parole donnée (O Pagador de Promessas) d'Anselmo Duarte
- Prix spécial du jury (ex æquo) : L'Éclipse (L'eclisse) de Michelangelo Antonioni et Procès de Jeanne d'Arc de Robert Bresson
- Prix d'interprétation masculine (ex æquo) : 
  - Dean Stockwell, Jason Robards et Ralph Richardson pour Long Voyage vers la nuit (Long Day's Journey Into Night) de Sidney Lumet
  - Murray Melvin pour Un goût de miel (A Taste of Honey) de Tony Richardson
- Prix d'interprétation féminine (ex æquo) : 
  - Katharine Hepburn pour Long Voyage vers la nuit (Long Day's Journey Into Night) de Sidney Lumet
  - Rita Tushingham pour Un goût de miel (A Taste of Honey) de Tony Richardson
- Prix de la meilleure comédie pour Divorce à l'italienne (Divorzio all'italiana) de Pietro Germi